# Rhithrogena uhari
Rhithrogena uhari is een haft uit de familie van de Heptageniidae. De wetenschappelijke naam van de soort is voor het eerst geldig gepubliceerd in 1933 door Jay Traver.
De soort komt voor in het Nearctisch gebied.